# Шепард, Дэкс
Дэкс Рэ́ндалл Ше́пард (англ. Dax Randall Shepard; род. 2 января 1975, Милфорд, Мичиган, США) — американский актёр, известный по фильмам «Свидание моей мечты», «Трое в каноэ», «Пошли в тюрьму» и «Хватай и беги», а также по роли в сериале «Родители».

## Биография
Шепард родился в Милфорде, Мичиган и окончил Калифорнийский университет в Лос-Анджелесе со степенью по антропологии.

## Карьера
В 2006 году Шепард сыграл роль антагониста главного героя, Дейна Кука, в комедии с участием Джессики Симпсон «Свидание моей мечты». В это же время он получил сразу несколько ролей в кино, в том числе свои первые главные роли в фильмах «Пошли в тюрьму» и «Ой, мамочки». Шепард участвовал в разработке проекта для Paramount Pictures Get ’em Wet, в котором он вновь стал антагонистом. Актёр сыграл Кросби Бравермана в телепроекте канала NBC «Родители».

## Личная жизнь
Шепард обожает гонки на мотоциклах в Buttonwillow Raceway Park, в его гараже имеются такие модели как Ducati Hypermotard 1100S и Suzuki GSX-R1000.
С 17 октября 2013 года женат на актрисе Кристен Белл. У супругов есть две дочери — Линкольн Белл Шепард (род.28.03.2013) и Дельта Белл Шепард (род.19.12.2014).

## Фильмография
| Год  |    | Русское название                | Оригинальное название             | Роль                                         |
| ---- | -- | ------------------------------- | --------------------------------- | -------------------------------------------- |
| 1998 | ф  | Кое-что о Дэнни                 | Hairshirt                         | парень на вечеринке (Дэкс Шепард)            |
| 2003 | с  | Подстава                        | Punk'd                            | ведущий                                      |
| 2003 | ф  | Оптом дешевле                   | Cheaper by the Dozen              | член съёмочной группы                        |
| 2004 | ф  | Трое в каноэ                    | Without a Paddle                  | Том Маршалл                                  |
| 2005 | ф  | Слэдж: Нерассказанная история   | Sledge: The Untold Story          | SFX Coordinator                              |
| 2005 | ф  | Затура: Космическое приключение | Zathura                           | Астронавт                                    |
| 2005 | с  | Меня зовут Эрл                  | My Name is Earl                   | Дирк                                         |
| 2006 | ф  | Свидание моей мечты             | Employee of the Month             | Винс                                         |
| 2006 | ф  | Идиократия                      | Idiocracy                         | Фрито                                        |
| 2006 | ф  | Пошли в тюрьму                  | Let's Go to Prison                | Джон Лишицки                                 |
| 2006 | мс | Царь горы                       | King of the Hill                  |                                              |
| 2007 | ф  | Мстители                        | The Comebacks                     | Шериф                                        |
| 2007 | ф  | Немножко беременна              | Knocked Up                        |                                              |
| 2008 | ф  | Ой, мамочки                     | Baby Mama                         | Карл                                         |
| 2008 | ф  | Мамаша                          | Smother                           | Ноа Купер                                    |
| 2008 | ф  |                                 | Confessions of an Action Star     | Бакки                                        |
| 2008 | ф  |                                 | Boobies in Space                  | Joey the Plumber in Space                    |
| 2009 | с  | Робоцып                         | Robot Chicken                     | Blitzen / Pickles / Ironhide / Human Torch   |
| 2009 | ф  | Так себе каникулы               | Old Dogs                          | Gary                                         |
| 2010 | с  | Родители                        | Parenthood                        | Кросби                                       |
| 2010 | ф  | Однажды в Риме                  | When in Rome                      | Гейл                                         |
| 2010 | ф  | Братская справедливость         | Brother's Justice                 | в роли самого себя                           |
| 2010 | ф  | Бесплатный билет                | The Freebie                       | Даррен                                       |
| 2011 | мс | На одной волне                  | Good Vibes                        | Джаг Клунброуд                               |
| 2012 | ф  | Хватай и беги                   | Hit and Run                       | Чарли Бронсон                                |
| 2014 | ф  | Дальше живите сами              | This Is Where I Leave You         | Уэйд Бофорт радиоведущий, бывший босс Джадда |
| 2014 | ф  | Судья                           | The Judge                         | Си Пи Кеннеди                                |
| 2014 | с  | В Филадельфии всегда солнечно   | It's always sunny in Philadelphia | Джо-Джо                                      |
| 2017 | ф  | Калифорнийский дорожный патруль | CHiPs                             | Джон Бейкер                                  |
| 2021 | мф | Щенячий патруль в кино          | PAW Patrol: The Movie             | Рубен                                        |